# Colin Gibson
Colin Gibson (ur. 1948) – australijski scenograf filmowy. Laureat Nagrody BAFTA i Oscara za najlepszą scenografię do filmu Mad Max: Na drodze gniewu (2015) George’a Millera. Twórca scenografii do takich australijskich filmów, jak m.in. Priscilla, królowa pustyni (1994) Stephana Elliotta, Babe – świnka z klasą (1995) Chrisa Noonana i Babe: Świnka w mieście (1998) w reżyserii George’a Millera.